# Angel (serial)

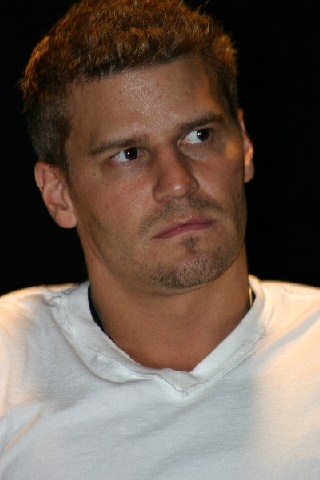
David Boreanaz interpretează rolul vampirului Angelus în serialele Buffy și Angel

Angel este un serial TV american. Este un serial derivat (en. Spin-off) din Buffy, spaima vampirilor. Serialul a fost creat de Joss Whedon, cel care a creat și serialul Buffy, în colaborare cu David Greenwalt. A avut premiera pe 5 octombrie 1999. La fel ca serialul Buffy, a fost produs de compania lui Whedon, Mutant Enemy. Are 110 episoade de-a lungul a 5 sezoane.